# Sebastian Wenz
Sebastian Wenz (* 2. Juli 1890 in Limburg an der Lahn; † 21. März 1915 in Nevers) war ein deutscher Klassischer Archäologe.
Sebastian Wenz, Sohn des Oberstadtsekretärs Johann Wenz und dessen Frau Margarethe geborene Bibo, besuchte von 1899 bis 1908 das Gymnasium in Limburg. Auf Anregung seines Lehrers Martin Jöris studierte er Archäologie, Klassische Philologie und Alte Geschichte in Freiburg, Berlin und Münster. In der Vita seiner Dissertation nennt Wenz als „einflussreiche Lehrer“ Reinhard Kekulé von Stradonitz, Wilhelm Kroll, Otto Seeck und Friedrich Koepp. Koepp war es auch, der Wenz zu seiner Dissertation Studien zu attischen Kriegergräbern anregte. Mit dieser Schrift wurde Wenz 1913 in Münster promoviert. Anschließend arbeitete er als Hilfsarbeiter am Provinzialmuseum Trier.
Ab Beginn des Ersten Weltkrieges war Wenz Soldat. Er diente an der französischen Front und wurde dort am 7. September 1914 bei Vitry-le-François verwundet. Er starb am 21. März 1915 im Hospital in Nevers.

## Schriften
- Aus dem Archäologischen Museum. In: Münstersche Universitätszeitung 1911.
- Studien zu attischen Kriegergräbern. Ohlenroth'sche Buchdruckerei, Erfurt 1913.
- mit Karl Hähnle: Führer durch die Sammlung römischer Altertümer im Museum zu Haltern in Westfalen. Halterner Zeitung, Haltern 1913
- Symplegmata panthea. In: Germania 10, 2, 1926, S. 130–139.